# Lufthansa Aviation Training
Lufthansa Aviation Training GmbH (Gesellschaft mit beschränkter Haftung, traducibile come "società a responsabilità limitata") è una società controllata del Lufthansa Group con sede presso l'aeroporto di Monaco di Baviera. Si occupa di formare i piloti, gli assistenti di volo e il personale tecnico di Lufthansa e di altre 250 compagnie aeree, che usufruiscono delle loro strutture di formazione nei settori dell'addestramento al simulatore di volo, l'addestramento alle emergenze e l'apprendimento tramite computer. L'azienda conta circa 700 dipendenti ed è attiva dagli anni '50, anche se è stata formalmente rinominata "Lufthansa Aviation Training" nel 2017.

## Storia

### Lufthansa Flight Training
Lufthansa iniziò ad addestrare gli assistenti di volo ad Amburgo nel 1955, fondando "Lufthansa Flight Training". Un anno dopo, a Brema, fu aperta la scuola per piloti commerciali, che in seguito divenne parte di Lufthansa Flight Training e che fino ad oggi ha formato oltre 5.000 piloti, soprattutto per il Gruppo Lufthansa. Nel 1957 iniziarono ad essere utilizzati i primi simulatori di volo, che allora venivano chiamati "Link Trainers", nei quali ci si poteva allenare nell'utilizzare i comandi di volo del volo strumentale.
Nel 1988, due donne iniziarono per la prima volta ad essere addestrate. Nel 1990, tutti i dipartimenti di addestramento responsabili del personale di volo furono consolidati e uniti in un unico nuovo dipartimento, che fu rinominato come "Lufthansa Flight Training GmbH" il 1° gennaio 1997. Il Lufthansa Flight Training Center fu aperto all'aeroporto di Francoforte il 1° aprile 2000. Mentre nella sede di Berlino, ulteriori simulatori di volo completavano la gamma di attrezzature utilizzate per l'addestramento.
Il "Vienna Aviation Campus" venne inaugurato nel 2006. Lufthansa Aviation Training offre tutt'oggi corsi di formazione a Vienna, oltre che a Monaco e Zurigo.
Dal 2012, Lufthansa Flight Training iniziò ad avere una nuova struttura aziendale: tutti i servizi vennero raggruppati nei settori del "Simulator Training", "Safety & Service Training" e "Flight Schools".

### Lufthansa Aviation Training
All'inizio del 2017, avvenne una fusione tra "Lufthansa Flight Training GmbH" e "Swiss Aviation Training", fondando il "Lufthansa Aviation Training GmbH". L'azienda opera 9 strutture totali per l'addestramento, servendo oltre 200 compagnie aeree nazionali ed internazionali.

## Operazioni

### Strutture

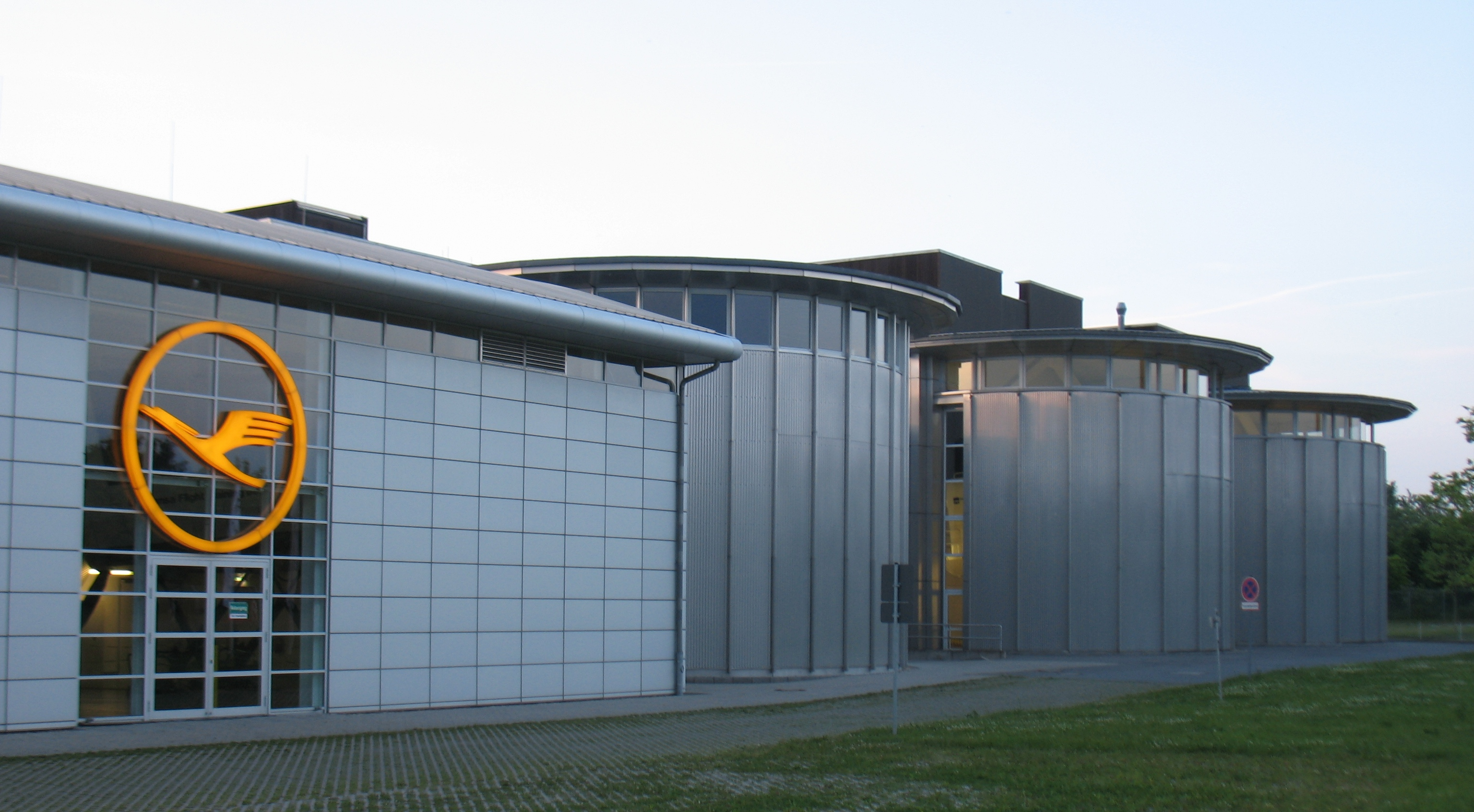
La sede di Lufthansa Aviation Training a Berlino.

Lufthansa Aviation Training possiede 9 filiali: 
- Lufthansa Aviation Training Crew Academy GmbH
- Lufthansa Aviation Training Berlin GmbH
- Lufthansa Aviation Training Operations Germany GmbH
- Lufthansa Aviation Training Germany GmbH
- Lufthansa Aviation Training Austria GmbH
- Lufthansa Aviation Training USA Inc.
- Lufthansa Aviation Training Pilot Academy GmbH
- Aviation Quality Services (AQS).

### Branding

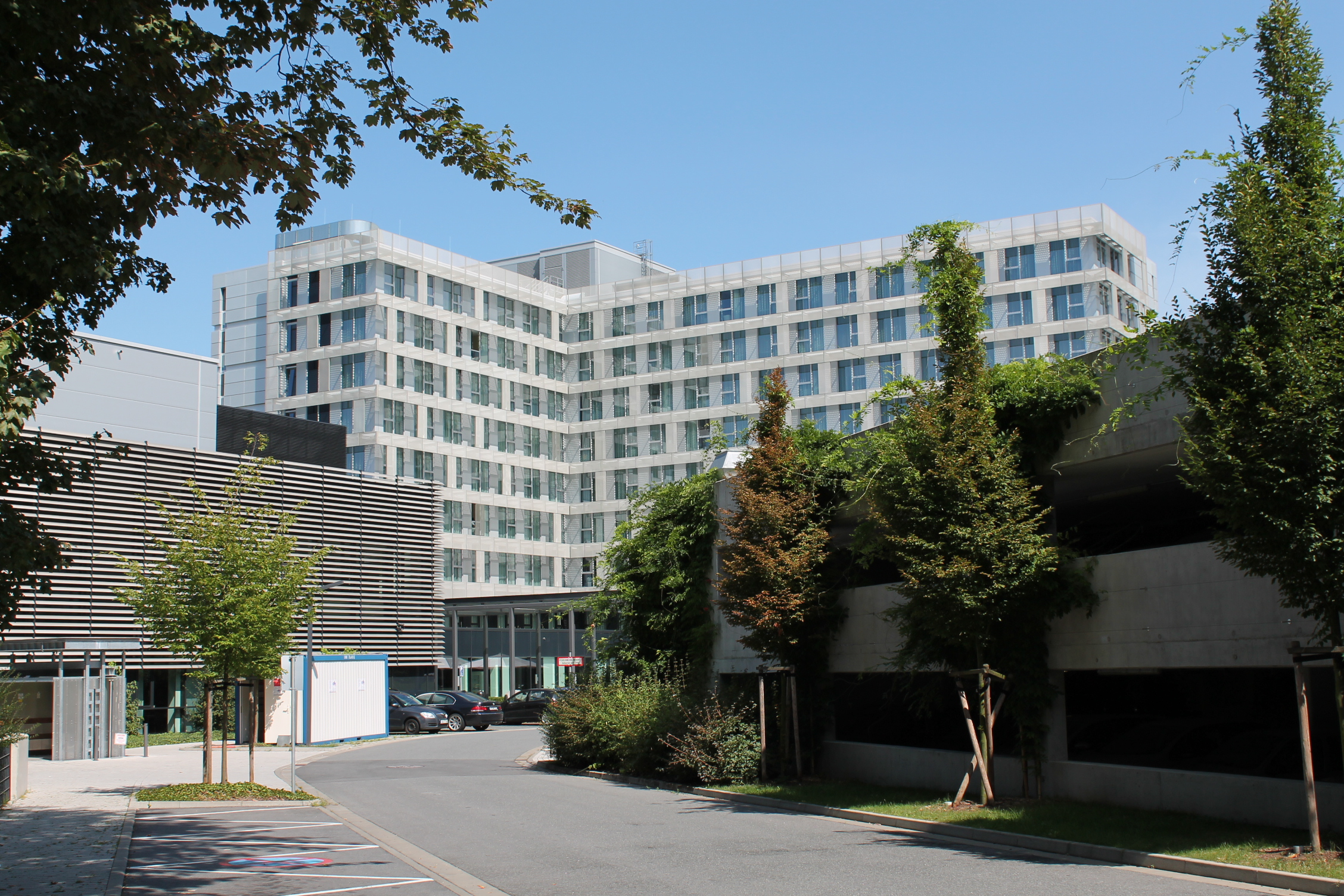
Il centro di formazione e conferenze di Lufthansa Aviation Training vicino Francoforte.

A partire dal 2021, Lufthansa Aviation Training gestisce due marchi con le seguenti sedi:
- Lufthansa Aviation Training: Berlino, Colonia, Essen, Francoforte sul Meno, Monaco di Baviera, Vienna e Zurigo.
- European Flight Academy: Brema, Grenchen, Phoenix, Rostock e Zurigo.

Nel febbraio 2021, Lufthansa Aviation Training annunciò che avrebbe spostato tutta la formazione pratica in Germania dall'aeroporto di Brema all'aeroporto di Rostock.

### Lufthansa Aviation Training USA
L'Aviation Training Center Arizona è un edificio situato a Goodyear, in Arizona, dove i futuri piloti di Lufthansa svolgono l'addestramento al volo con velivoli di piccole dimensioni. È gestito direttamente da Lufthansa Aviation Training. Nella struttura, tutti gli studenti vivono nei loro appartamenti personali.

### Aviation Quality Services GmbH
Aviation Quality Services (AQS) è una sussidiaria della stessa Lufthansa Aviation Training, con sede a Francoforte, in Germania. L'azienda è una IATA Operational Safety Audit e un'organizzazione di formazione approvata dall'IATA. AQS conduce audit e corsi di formazione per "auditor" (valutatori) e Safety Management System. Nel 2003, AQS divenne la prima azienda ad essere riconosciuta dall'IATA come IATA Operational Safety Audit. Due anni dopo, l'azienda è diventata la principale IATA Operational Safety Audit al mondo.

## Flotta
Lufthansa Aviation Training utilizza i seguenti aeromobili per scopi di addestramento:

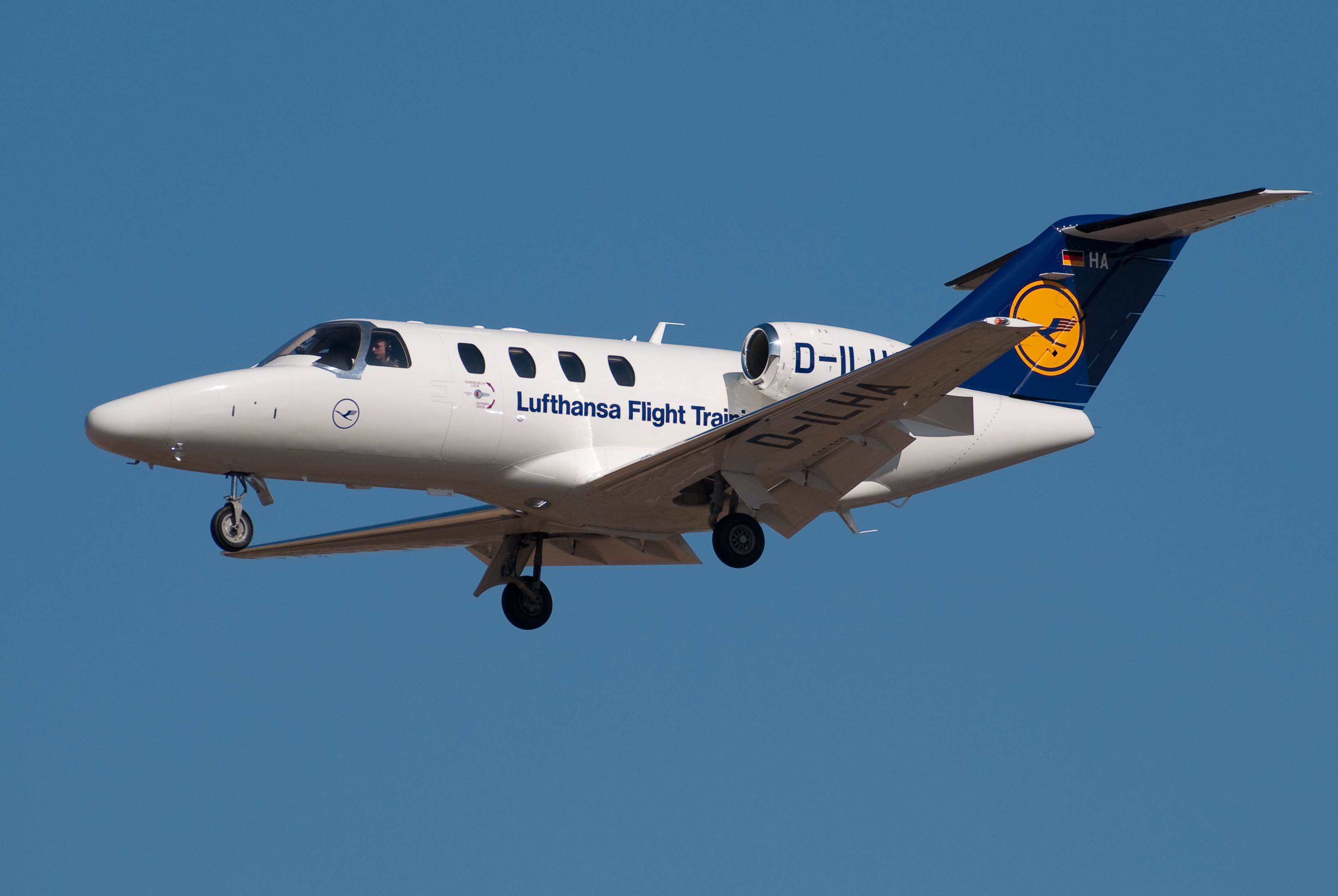
Un Cessna 525 CitationJet di Lufthansa Aviation Training.

- Beechcraft Bonanza
- Cessna 525 CitationJet
- Cirrus SR20
- Diamond DA40
- Diamond DA42[14]
- Grob G 120
- Piper PA-42
- Piper PA-44 Seminole
- Saab 91 Safir